# Phaedimus cumingi
Phaedimus cumingi är en skalbaggsart som beskrevs av Waterhouse 1841. Phaedimus cumingi ingår i släktet Phaedimus och familjen Cetoniidae. Inga underarter finns listade i Catalogue of Life.